# Ворен (Мичиген)
Ворен (енгл. Warren) град је у америчкој савезној држави Мичиген. По попису становништва из 2010. у њему је живело 134.056 становника.

## Демографија
Према попису становништва из 2010. у граду је живело 134.056 становника, што је 4.191 (3,0%) становника мање него 2000. године.
|                   | 2010.            | 2000.            |
| Укупно            | 134 056 (100,0%) | 138 247 (100,0%) |
| Белци             | 103 308 (77,06%) | 124 936 (90,37%) |
| Афроамериканци    | 18 123 (13,52%)  | 3 697 (2,674%)   |
| Азијати           | 6 212 (4,634%)   | 4 275 (3,092%)   |
| Остали            | 3 655 (2,726%)   | 3 471 (2,511%)   |
| Хиспаноамериканци | 2 758 (2,057%)   | 1 868 (1,351%)   |